# Solak
Solak (de sol, «esquerrà» en turc) fou el nom d'un cos de la guàrdia personal dels sultans otomans, format per quatre companyies de geníssers. Inicialment eren arquers que portaven l'arc a la mà esquerra, fet que estaria a l'origen del seu nom. Eren un grup reduït, uns 60, menys de la meitat dels missatgers o peyks, que eren uns 150. Eren manats pel solak bashi. Anaven uniformats de manera esplèndida i duien un barret presidit per una llarga ploma.